# Europäische Sonnenwende
Die Europäische Sonnenwende (Heliotropium europaeum) ist eine Pflanzenart aus der Gattung der Sonnenwenden (Heliotropium) innerhalb der Familie der Raublattgewächse (Boraginaceae). Sie ist die einzige Art dieser Gattung, die auch in Mitteleuropa vorkommt.

## Beschreibung

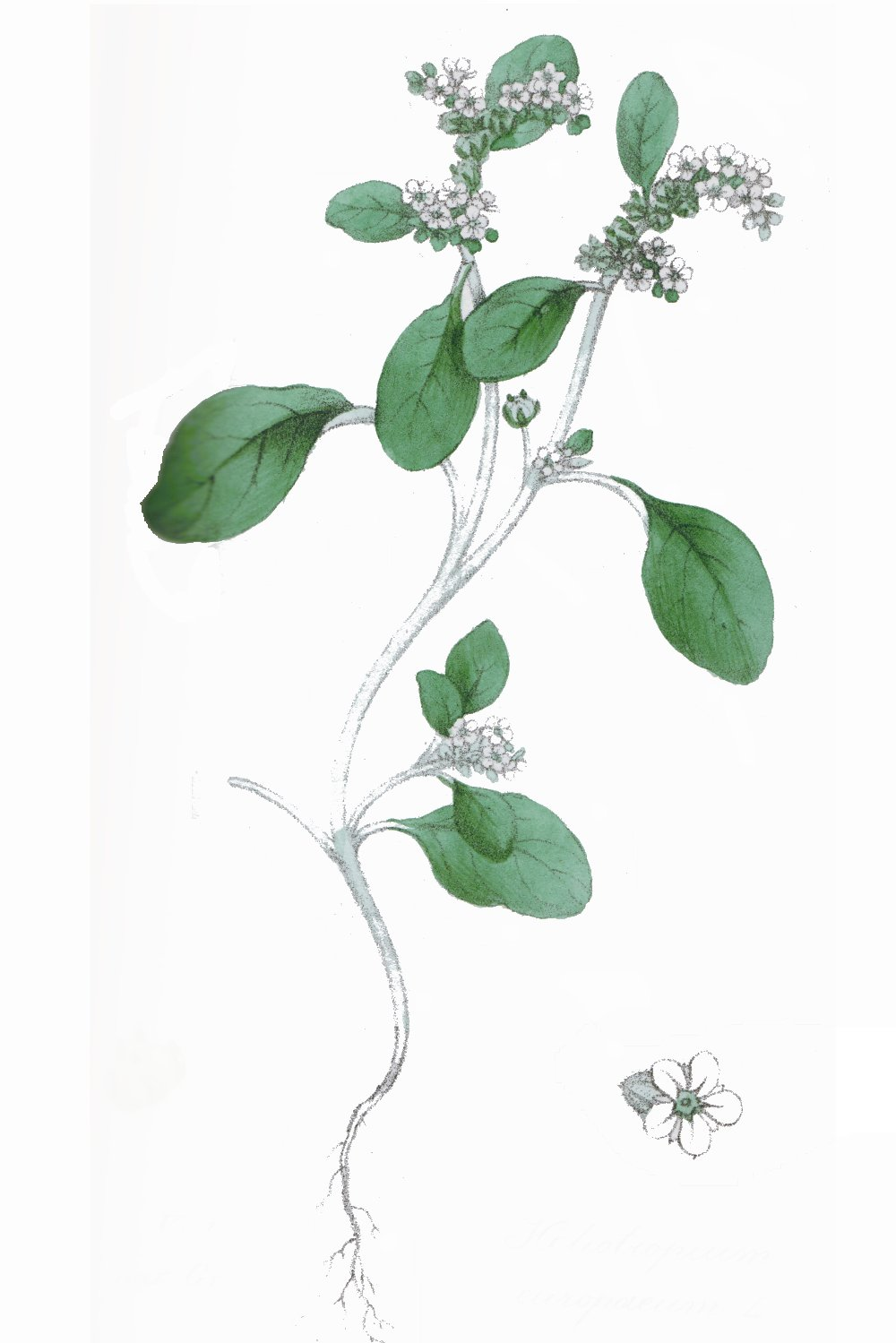
Illustration

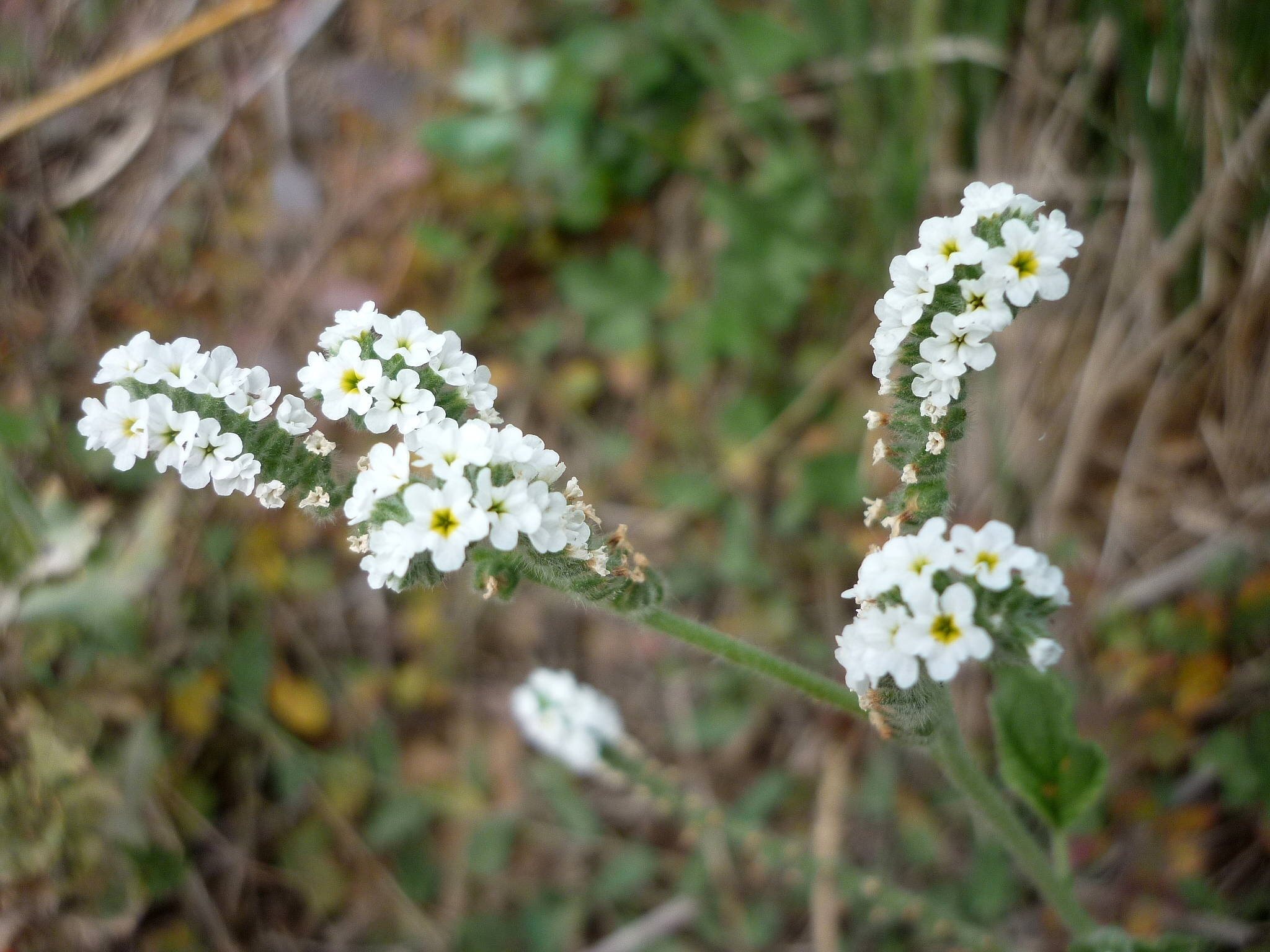
Aus Wickeln zusammengesetzter Blütenstand

### Vegetative Merkmale
Bei der Europäischen Sonnenwende handelt es sich um eine einjährige, krautige Pflanze, die Wuchshöhen von meist 20 bis 30 (5 bis 35) Zentimetern erreicht. Die Pflanzenteile sind geruchlos. Die oberirdischen Pflanzenteile sind weich und weiß behaart. Der stielrunde, hellgrüne Stängel ist meist ab der Basis an den Knoten weit verzweigt und dicht angedrückt, kurz behaart.
Die wechselständig angeordneten Laubblätter sind in Blattstiel und Blattspreite gegliedert. Der Blattstiel ist 0,5 bis 2,5 Zentimeter lang. Die einfache und ganzrandige Blattspreite ist elliptisch bis spatelig und auf beiden Seiten behaart.

### Generative Merkmale
Die Blütezeit reicht von Juni bis September. Die Blütenstände sind einfach oder gelegentlich gegabelte Wickel, die sich während der Fruchtreife strecken. Die Wickel sind 2 bis 6 Zentimeter lang und dicht mit Blüten besetzt. Im Gegensatz zu vielen anderen Heliotropium-Arten, deren Blüten sehr gut riechen, sind die Blüten der Europäischen Sonnenwende fast vollkommen geruchlos. Die zwittrigen Blüten weisen eine Länge von 3 bis 4 Millimetern auf und sind bei einem Durchmesser von 2 bis 5 Millimetern radiärsymmetrisch. Die Blütenkrone ist weiß bis bläulich-weiß, im Schlund oft auch etwas gelb. Der Kelch ist fast bis zum Grund in lanzettliche, dicht weichhaarige zuletzt sternförmig ausgebreitete Zipfel geteilt. Die Staubblätter sind in die Kronröhre eingeschlossen. Der Fruchtknoten ist vierteilig, hat einen kurzen Griffel und eine aufgesetzte, kegelförmige, pfriemlich verlängerte, vorn kurz zweispaltige Narbe.
Die Klausenfrucht zerfällt erst bei Reife in bei einer Länge von 2,25 Millimetern ei-birnenförmige Klausen mit grob warziger Oberfläche.
Die Chromosomenzahl beträgt 2n = 32.

## Ökologie
Bei der Europäische Sonnenwende handelt es sich um einen Therophyten.

## Giftigkeit
Alle Pflanzenteile sind giftig.
Hauptwirkstoffe sind Cynoglossin und Heliotrin.
Vergiftungserscheinungen: Cynoglossin steigert die Herzfrequenz, erweitert die Pupillen, lähmt das Atemzentrum und kann den Tod durch Herzstillstand in der Diastole hervorrufen.
Besonders bei Tieren kann es durch Beimengung von Heliotropium-Samen zu Vergiftungen kommen, die auch zum Tod führen können.

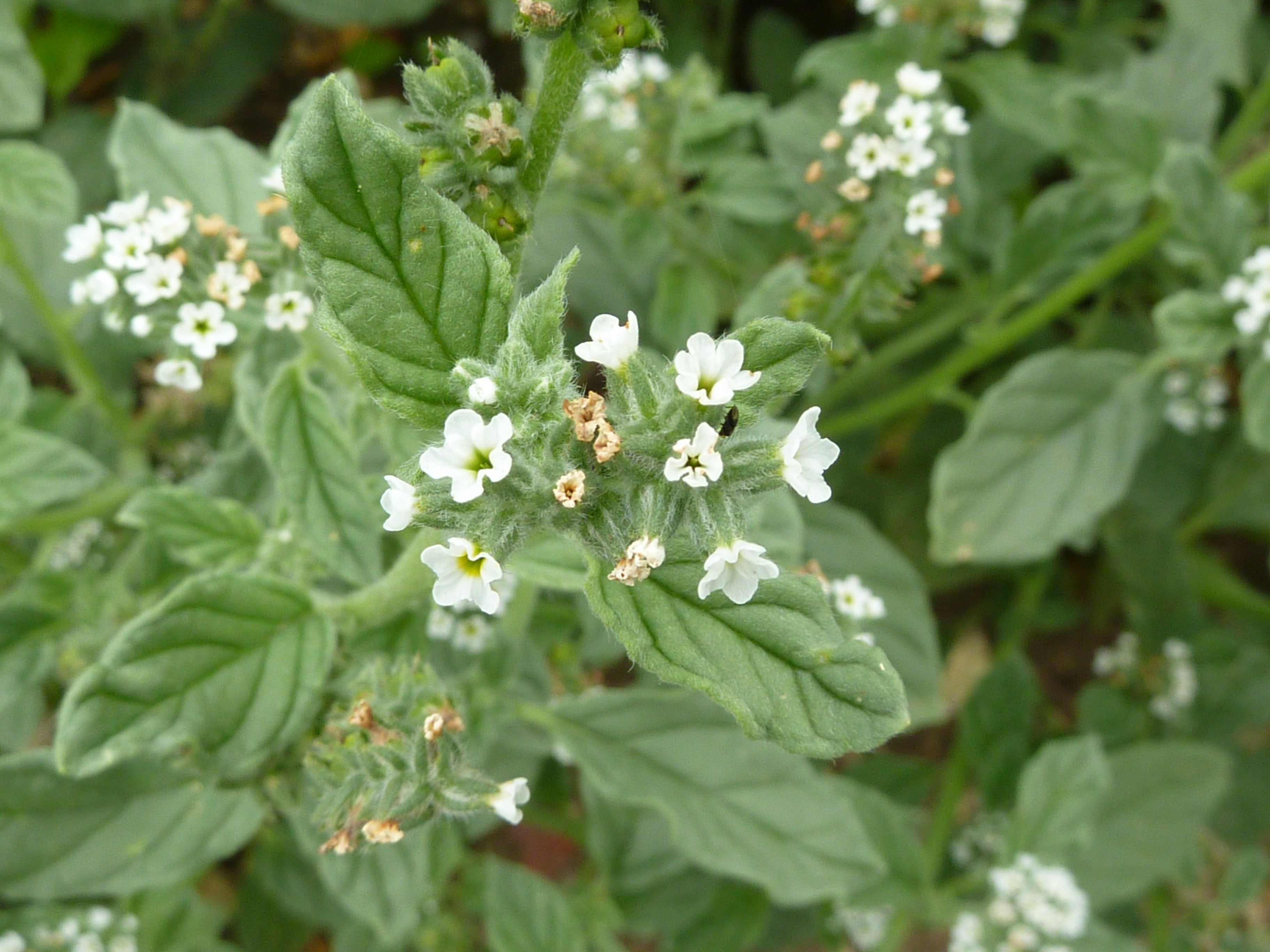
Habitus, Laubblätter und Blütenstände

## Vorkommen
Das ursprüngliche Areal der Europäischen Sonnenwende liegt wahrscheinlich im östlichen Mittelmeergebiet und in Vorderasien.
Sie braucht nährstoffreichen, neutral bis basisch reagierenden Lehm- oder Lössboden, der meist kalkhaltig ist und Gegenden mit frühfrostarmem, sommerwarmem Klima. Die Europäische Sonnenwende wächst auf nährstoffreichen Äckern, Weinbergen, Ruderalstellen oder als Gartenunkraut. Da es sich um eine sehr wärmeliebende Art handelt, war sie in Mitteleuropa aber schon immer selten. In Deutschland kommt sie beständig nur in Hessen, Rheinland-Pfalz und Baden-Württemberg vor und gilt dort als vom Aussterben bedroht bzw. stark gefährdet. Unbeständig findet sie sich in Berlin, Hamburg, Nordrhein-Westfalen und Bayern.
Die Europäische Sonnenwende ist überregional eine Charakterart des Eragrostion-Verbands und lokal eine Charakterart des Geranio-Allietum aus dem Fumario-Euphorbion-Verband.
Sie steigt im Kanton Wallis bis 1370 Meter Meereshöhe auf.
Die ökologischen Zeigerwerte nach Landolt et al. 2010 sind in der Schweiz: Feuchtezahl F = 2 (mäßig trocken), Lichtzahl L = 4 (hell), Reaktionszahl R = 4 (neutral bis basisch), Temperaturzahl T = 4+ (warm-kollin), Nährstoffzahl N = 4 (nährstoffreich), Kontinentalitätszahl K = 4 (subkontinental), Salztoleranz 1 = tolerant.